# Кавказская пленница!
«Кавказская пленница!» — российская комедия режиссёра Максима Воронкова. Является ремейком комедии Леонида Гайдая 1967 года, хотя, по словам самого режиссёра, он хотел снять не ремейк, а «сделать большой киноаттракцион для молодого поколения». Премьера фильма состоялась 21 августа 2014 года. Фильм в российском прокате имел возрастное ограничение 12+ и был посвящён памяти Ильи Олейникова. Как и в случае с оригиналом картины, съёмки проходили в Крыму, а не на Северном Кавказе. Тэглайн: «История повторяется!». В прокате фильм провалился, не окупив даже собственный бюджет на кассовых сборах.

## Сюжет
Сюжет в целом повторяет события оригинальной комедии: молодой журналист Шурик прилетает на Кавказ с целью изучения местной культуры и фольклора. В городе Горске он встречает девушку по имени Нина, на которой задумал жениться мэр Горска Георгий Гаджиевич Саахов. Использовав журналиста, Саахов и его подручные (Трус, Балбес и Бывалый) похищают Нину, чтобы насильно выдать замуж. Поняв, что его обманули, Шурик бросается спасать любимую девушку.
Тем не менее, имеются и некоторые отличия от оригинала. Например, Нина влюбляется в Шурика не по стечению обстоятельств, когда судьба их неоднократно сталкивает вместе, а с самого начала фильма. Изменено содержание некоторых сцен — например, развлечение пленницы на даче у Саахова.
Сцена мести разыграна на подземной парковке: мстители врываются на неё на осле Шурика и заталкивают Георгия Саахова в багажник его собственного автомобиля, но ему удаётся сбежать и тогда его настигает выстрел заряда соли. На суде обнаруживается, что судья похож на антагониста, словно брат-близнец. В итоге Георгия Саахова, в отличие от оригинального фильма, оправдывают от уголовного наказания. Два этих эпизода отсылают к кумовству и похищениям людей в багажнике автомобиля — типичным криминальным стереотипам о современном Кавказе.

## В ролях
- Дмитрий Шаракоис — Шурик, журналист (озвучивал Сергей Бурунов)
- Анастасия Задорожная — Нина
- Геннадий Хазанов — мэр Горска Георгий Гаджиевич Саахов  / судья
- Арарат Кещян — Джабраил, дядя Нины и шофёр Саахова
- Михаил Тарабукин — Эдик, водитель скорой помощи
- Николай Добрынин —  Балбес
- Семён Стругачёв —  Трус
- Сергей Степанченко —  Бывалый
- Михаил Ефремов — администратор гостиницы
- Юлий Гусман — главврач психбольницы
- Руслана Писанка — таксистка
- Любовь Тихомирова — Саида, жена Джабраила, тётя Нины
- Вероника Воронкова — дочка Джабраила
- Михаил Богдасаров — гостеприимный хозяин, тамада на именинах
- Эвклид Кюрдзидис — полицейский
- Игорь Гаспарян — полицейский из шашлычной
- Гия Гагуа — метрдотель
- Лариса Удовиченко — медсестра
- Михаил Владимиров — таксист Давид
- Владимир Епископосян — шашлычник
- Антон Ескин — пациент «Кутузов»[значимость факта?]
- Роман Савченко — пациент на скамейке[значимость факта?]
- Алексей Дмитриев — пациент на скамейке (в титрах ошибочно указана роль «Кутузов»)[значимость факта?]
- Владимир Дьячков — постоялец в гостинице[значимость факта?]
- Лолита Аушева — гостья[значимость факта?]
- Сергей Животов — постоялец в гостинице[значимость факта?]
- Полина Кутихина (каскадёр)[значимость факта?]

## Прокат и критика
Фильм провалился в прокате, собрав всего 180 942 долларов США при бюджете в 3,5 млн. Позже Воронков публично заявил, что отчасти в провале его картины виноваты Министерство культуры РФ и «Фонд кино», спонсорства которых оказалось недостаточно.
На картину обрушился шквал отрицательной критики. Крайне отрицательные обзоры фильма опубликовали издания «Афиша», «Комсомольская правда», «Газета.ru», Афиша Mail.Ru. Большинство этих отзывов сводится к тому, что ремейк — неудачная копия картины Гайдая, которую воспроизводит почти покадрово, а редкие моменты, в которых фильм отходит от оригинала, получились пошлыми и неудачными.
Согласно утверждению «Новой газеты», после разгромной видеорецензии Евгения Баженова (BadComedian) и личного обращения к Владимиру Мединскому в Минкультуры пообещали, что больше денег режиссёру «Кавказской пленницы!» Максиму Воронкову никто не даст. С тех пор Воронков практически ушёл из режиссуры, а рейтинги его фильмов на «Кинопоиске» — одни из самых низких.

## Мнения актёров о фильме
Никто не стремится что-то переплюнуть. Это как пьеса, которую хочется сыграть. Но в рамках оригинала.
— Анастасия Задорожная

Вы знаете, я вообще не большой поклонник всякого рода ремейков. Но поскольку моё участие в этом фильме было обусловлено просьбой моего умирающего друга, который должен был эту роль играть (я говорю сейчас об Илье Олейникове), я себе никаких вопросов уже не задавал.
— Геннадий Хазанов

Одно могу сказать: мы, артисты, работали честно, отдавались на сто процентов. Но есть ещё режиссёрская работа, монтаж. И разные прочие компоненты, которые не от нас зависят. <…> Ну и ещё скажу по секрету: съёмки завершились два с лишним года назад, а на сегодня не всем из группы целиком выплатили зарплату. В том числе и мне. Это не слишком приятно. Я смотрел на экран и думал: интересно, где же мои денежки, заплатят всё же или кинули?
— Дмитрий Шаракоис